# お気らく主婦の大冒険
『お気らく主婦の大冒険』（おきらくしゅふのだいぼうけん）は、1998年から2002年までフジテレビ系「金曜エンタテイメント」で放送されたテレビドラマシリーズ。全4回。主演は浅野ゆう子。
第1作のタイトルに『大冒険』の文字は無く、『お気らく主婦の豪華エステリゾート殺人事件』のタイトルで放送された。

## あらすじ
お気楽主婦の3人が、息ぬきに旅行に出かけた際に次々に事件に遭遇する。

## キャスト

### お気らく主婦
松岡葵
演 - 浅野ゆう子
主婦。家族は夫の松岡実、息子の慎一郎、姑の弓子。
- 鷺沢ユリ

演 - 藤田朋子（第1作）
主婦。学者夫人。
中小路桜子
演 - 細川ふみえ（第1作・第2作）
主婦。夫は中小路文也。
桂木桔梗
演 - 戸田恵子（第2作 - 第4作）
主婦。夫は慶明大学で教授をしている桂木恭平。
緑川蘭子
演 - 深浦加奈子
都議会議員夫人。第4作は葵の主婦仲間として一緒に福岡旅行に行く。

### その他
松岡弓子
演 - 柳川慶子
葵の姑。松岡実の母。
松岡慎一郎
演 - 安達心平（第2作 - 第4作）
松岡実と葵の息子。
中小路文也
演 - 八嶋智人（第1作・第2作）
桜子の夫。婿養子。
中小路
演 - 宮内順子（第1作・第2作）
桜子の母。
増田
演 - 田口浩正
刑事。
佐川
演 - 前田吟
刑事。

### ゲスト
第1作「豪華エステリゾート殺人事件」（1998年）
- 佐藤恵美子（ホテル従業員） - 森下涼子（少女期：坂田麻衣子）
- 黒瀬直也（テニスクラブのコーチ・本名「青木修」） - 高知東急
- 木田あゆみ - 原久美子
- 狩野雅弘（ホテルのボーイ） - 井澤健
- 木田孝雄（青木の異母弟） - 梶原善
- ピザ屋の店員 - 宇梶剛士
- 渡辺憲吉

第2作「豪華クリスマスリゾート殺人事件」（1998年）
- 東条孝志（クラブのコーチ） - 東幹久
- 広岡美和子（都議会議員夫人） - 中島宏海
- 相沢信行（カメラマン） - デビット伊東
- 小西栄二（相沢のアシスタント） - 川端竜太
- 進藤晴海（相沢のアシスタント） - 堀江奈々
- イルミネーション職人 - 梶原善
- 渡嘉敷（名護東警察署 巡査部長） - 宇梶剛士

第3作「豪華スキー湯けむりツアー殺人事件」（2000年）
- 竹原かすみ（主婦） - 石野真子
- 本庄進（宮崎の秘書） - 風間トオル
- 西沢善彦 - 松重豊
- 西沢晴子（善彦の妻） - 高田聖子
- 西沢富子（善彦の母） - 原知佐子
- 山岡勝 - 伊藤俊人
- 浦野幸太 - 八嶋智人
- 山岡美紀（山岡の妻） - 瑠川あつこ
- 鹿島ゆりか（宮崎の愛人） - 高橋理奈
- 宮崎五郎（会社社長） - 大林丈史
- 森田（JBトラベル社員） - 宇梶剛士
- 神沢信夫（保護監察官） - 唐沢民賢

第4作「豪華ホテル&グルメ殺人事件」（2002年）
- 遠山文枝（パティシエ・葵の高校時代の友人） - 床嶋佳子
- 遠山さやか（文枝の妹） - 小橋めぐみ
- 日高徹（レストランのオーナー） - 神保悟志
- 北田千夏（文枝の助手のパティシエ） - 瑠川あつこ
- 太田裕介（太田建設の御曹司・さやかの婚約者） - 伊藤高史
- 野々村毬絵（巡査） - 江口ヒロミ
- 水谷晴生（文枝とさやかの父親） - 井上博一

## スタッフ
- 企画 - 清水賢治（フジテレビ / 第1作 - 第3作）、和田行（フジテレビ / 第1作・第2作）、金井卓也（フジテレビ / 第3作・第4作）、長部聡介（フジテレビ / 第4作）
- 脚本 - 川嶋澄乃、秦建日子
- 演出 - 佐藤祐市
- プロデューサー - 森谷雄、梨本みゆき（第4作）
- 制作 - フジテレビ、共同テレビジョン

## 放送日程
| 話数 | 放送日        | サブタイトル                     | 脚本              | 演出     |
| ---- | ------------- | -------------------------------- | ----------------- | -------- |
| 1    | 1998年1月16日 | 豪華エステリゾート殺人事件       | 川嶋澄乃          | 佐藤祐市 |
| 2    | 12月18日      | 豪華クリスマスリゾート殺人事件   | 川嶋澄乃          | 佐藤祐市 |
| 3    | 2000年3月10日 | 豪華スキー湯けむりツアー殺人事件 | 秦建日子          | 佐藤祐市 |
| 4    | 2002年3月29日 | 豪華ホテル&グルメ殺人事件        | 川嶋澄乃 秦建日子 | 佐藤祐市 |